# Billy Gilbert
Billy Gilbert, född 12 september 1894 i Louisville, Kentucky, död 23 september 1971 i Hollywood, Kalifornien, var en amerikansk skådespelare. Gilbert var främst komediaktör och kunde bland annat ses i småroller i flera Helan och Halvan-filmer. Han medverkade i över 200 filmer.
Han har en stjärna på Hollywood Walk of Fame vid adressen 6263 Hollywood Blvd.

## Filmografi (i urval)
- 1931 – Helan och Halvan som dörrknackare
- 1931 – On the Loose
- 1932 – Pianoexpressen (ej krediterad)
- 1932 – Apkonster och kärlek
- 1932 – Vänligt bemötande
- 1932 – Här vilar inga lessamheter
- 1935 – Galakväll på operan (ej krediterad)
- 1937 – 100 man och en flicka
- 1937 – De fyra äventyrarna
- 1937 – Snövit och de sju dvärgarna (röst som Prosit, ej krediterad)
- 1938 – Broadways Melodi 1938
- 1938 – Skrattar bäst som skrattar sist
- 1938 – Över Atlanten
- 1939 – Ingen ängel
- 1940 – Diktatorn
- 1940 – Det ligger i blodet
- 1940 – Sju syndare
- 1941 – Längtan till solen
- 1941 – Weekend i Havanna
- 1942 – Tusen och en natt
- 1945 – Säg det med sång
- 1947 – Pank och fågelfri (röst)